# Atletismo nos Jogos Pan-Americanos de 1987 - 400 m com barreiras masculino
As provas dos 400 m com barreiras masculino nos Jogos Pan-Americanos de 1987 foram realizadas em 11 e 12 de agosto em Indianápolis, Estados Unidos.

## Medalhistas
| Ouro                        | Prata                          | Bronze                           |
| Winthrop Graham JAM Jamaica | Kevin Young USA Estados Unidos | David Patrick USA Estados Unidos |

## Resultados

### Eliminatórias
| Posição | Eliminatória | Nome                  | Nacionalidade         | Tempo | Notas |
| ------- | ------------ | --------------------- | --------------------- | ----- | ----- |
| 1       | 1            | David Patrick         | USA Estados Unidos    | 49.97 | Q     |
| 2       | 1            | Randy Cox             | TRI Trinidad e Tobago | 50.30 | Q     |
| 3       | 1            | Antônio Dias Ferreira | BRA Brasil            | 50.49 | Q     |
| 1       | 2            | Winthrop Graham       | JAM Jamaica           | 49.85 | Q     |
| 2       | 2            | Kevin Young           | USA Estados Unidos    | 50.16 | Q     |
| 3       | 2            | John Graham           | CAN Canadá            | 50.24 | Q     |

### Final
| Posição           | Nome                  | Nacionalidade         | Tempo | Notas  |
| ----------------- | --------------------- | --------------------- | ----- | ------ |
| Medalha de ouro   | Winthrop Graham       | JAM Jamaica           | 48.49 | PR, NR |
| Medalha de prata  | Kevin Young           | USA Estados Unidos    | 48.74 |        |
| Medalha de bronze | David Patrick         | USA Estados Unidos    | 49.47 |        |
| 4                 | John Graham           | Canadá                | 49.51 | NR     |
| 5                 | Pablo Squella         | CHI Chile             | 50.17 |        |
| 6                 | Antônio Dias Ferreira | BRA Brasil            | 50.20 |        |
| 7                 | Randy Cox             | TRI Trinidad e Tobago | 50.47 |        |
| 8                 | Greg Rolle            | BAH Bahamas           | 50.50 |        |